# Carl Gräbe
Carl James Peter Gräbe (vel Graebe, ur. 24 stycznia 1841 we Frankfurcie nad Menem, zm. 19 stycznia 1927 tamże) – niemiecki chemik specjalizujący się w chemii barwników i aromatycznych związków policyklicznych, autor nomenklatury orto-, meta-, para-.
Studia rozpoczął w 1858 na Politechnice w Karlsruhe w 1860 przeniósł się na Uniwersytet w Heidelbergu gdzie studiował chemię doktorat uzyskał w 1862 pod kierunkiem Roberta Bunsena. W 1868 roku wraz z Carlem Liebermannem opracował metodę syntezy alizaryny z antracenu. Udowodnił też budowę naftalenu oraz odkrył piren. Habilitował się u Hermana Kolbego w 1868 zostając privatdozentem w Lipsku.
Był profesorem na Uniwersytecie Albrechta w Królewcu (1870–1877) oraz na Uniwersytecie Genewskim (1878–1906). W 1887 został członkiem Leopoldiny
Jest autorem sposobu określania pozycji podstawników za pomocą przedrostków „orto-”, „meta-” lub „para-”, które wprowadził do opisu pochodnych naftalenu. Wkrótce po publikacji Gräbego Viktor Meyer zaadaptował to nazewnictwo do określania położenia podstawników w benzenie.